# Azine (famille d'hétérocycles)
Pour les articles homonymes, voir Azine.
Les azines ou pyridines sont une famille de composés organiques hétérocycliques généralement aromatiques, possédant un cycle de six atomes : cinq de carbone et un d'azote. L'azine la plus simple est la pyridine.

Pyridine

## Sous-familles et composés liés aux azines

### Polyazines

#### Diazines
- Pyridazines
- Pyrimidines
- Pyrazines

Pyridazine
Pyrimidine
Pyrazine

#### Triazines
- 1,2,3-Triazines
- 1,2,4-Triazines
- 1,3,5-Triazines

1,2,3-Triazine
1,2,4-Triazine
1,3,5-Triazine

#### Tétrazines
- 1,2,3,4-Tétrazines
- 1,2,3,5-Tétrazines
- 1,2,4,5-Tétrazines

1,2,3,4-Tétrazine
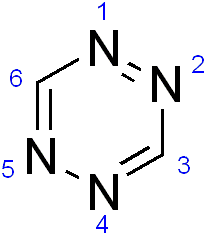
1,2,4,5-Tétrazine

#### pentazineetHexazine
- Pentazine (CHN5)
- Hexazine  (N6)

Pentazine
Hexazine

### Azines partiellement ou totalement hydrogénées qui ne sont pas aromatiques
- Dihydroazines
- Tétrahydroazines
- Hexahydroazines

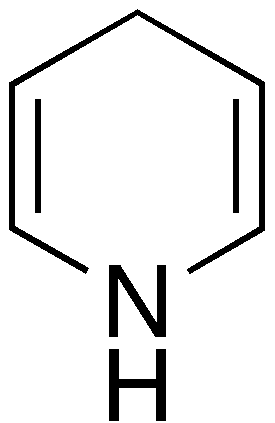
Dihydropyridine (dihydroazine)
Pipéridine (hexahydroazine)